# Nhiệt động hóa học
Nhiệt động lực hóa học hay nhiệt động hóa học là nghiên cứu về mối tương quan của nhiệt và làm việc với các phản ứng hóa học hoặc với những thay đổi vật lý của trạng thái trong giới hạn của các định luật nhiệt động lực học. Nhiệt động hóa học không chỉ liên quan đến các phép đo trong phòng thí nghiệm về các đặc tính nhiệt động khác nhau, mà còn áp dụng các phương pháp toán học để nghiên cứu các câu hỏi hóa học và tính tự phát của các quá trình.
Cấu trúc của nhiệt động hóa học dựa trên hai định luật nhiệt động lực học đầu tiên. Bắt đầu từ định luật thứ nhất và thứ hai của nhiệt động lực học, bốn phương trình được gọi là "phương trình cơ bản của Gibbs" có thể được suy ra. Từ bốn phương trình này, vô số phương trình, liên quan đến các tính chất nhiệt động của hệ nhiệt động có thể được suy ra bằng toán học tương đối đơn giản. Điều này phác thảo mô hình toán học của nhiệt động hóa học.

## Lịch sử

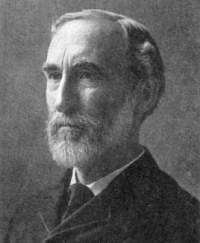
J. Willard Gibbs - người sáng lập nhiệt động hóa học

Năm 1865, nhà vật lý người Đức Rudolf Clausius, trong Lý thuyết cơ học về nhiệt, đã đề xuất rằng các nguyên lý của nhiệt hóa học, ví dụ nhiệt phát triển trong các phản ứng đốt cháy, có thể được áp dụng cho các nguyên lý nhiệt động lực học. Dựa trên công trình của Clausius, giữa những năm 1873-76, nhà vật lý toán học người Mỹ Willard Gibbs đã xuất bản một loạt ba bài báo, trong đó nổi tiếng nhất là bài báo về trạng thái cân bằng của các chất không đồng nhất. Trong các bài báo này, Gibbs đã chỉ ra làm thế nào hai định luật nhiệt động lực học đầu tiên có thể được đo lường bằng đồ họa và toán học để xác định cả trạng thái cân bằng nhiệt động của các phản ứng hóa học cũng như xu hướng xảy ra hoặc tiến hành. Tập hợp các bài báo của Gibbs cung cấp cơ thể thống nhất đầu tiên của các định lý nhiệt động từ các nguyên tắc được phát triển bởi những người khác, chẳng hạn như Clausius và Sadi Carnot.
Trong đầu thế kỷ 20, hai ấn phẩm lớn đã áp dụng thành công các nguyên tắc do Gibbs phát triển cho các quá trình hóa học, và do đó đã thiết lập nền tảng của khoa học về nhiệt động hóa học. Đầu tiên là sách giáo khoa Nhiệt động lực học năm 1923 và Năng lượng tự do của các chất hóa học của Gilbert N. Lewis và Merle Randall. Cuốn sách này chịu trách nhiệm thay thế mối quan hệ hóa học với thuật ngữ năng lượng tự do trong thế giới nói tiếng Anh. Cuốn thứ hai là cuốn sách Nhiệt động học hiện đại năm 1933 theo phương pháp của Willard Gibbs được viết bởi EA Guggenheim. Theo cách này, Lewis, Randall và Guggenheim được coi là những người sáng lập ra nhiệt động hóa học hiện đại vì sự đóng góp chính của hai cuốn sách này trong việc thống nhất ứng dụng nhiệt động lực học vào hóa học.